# Heinrich Siegel (Hammerherr Schönheide)

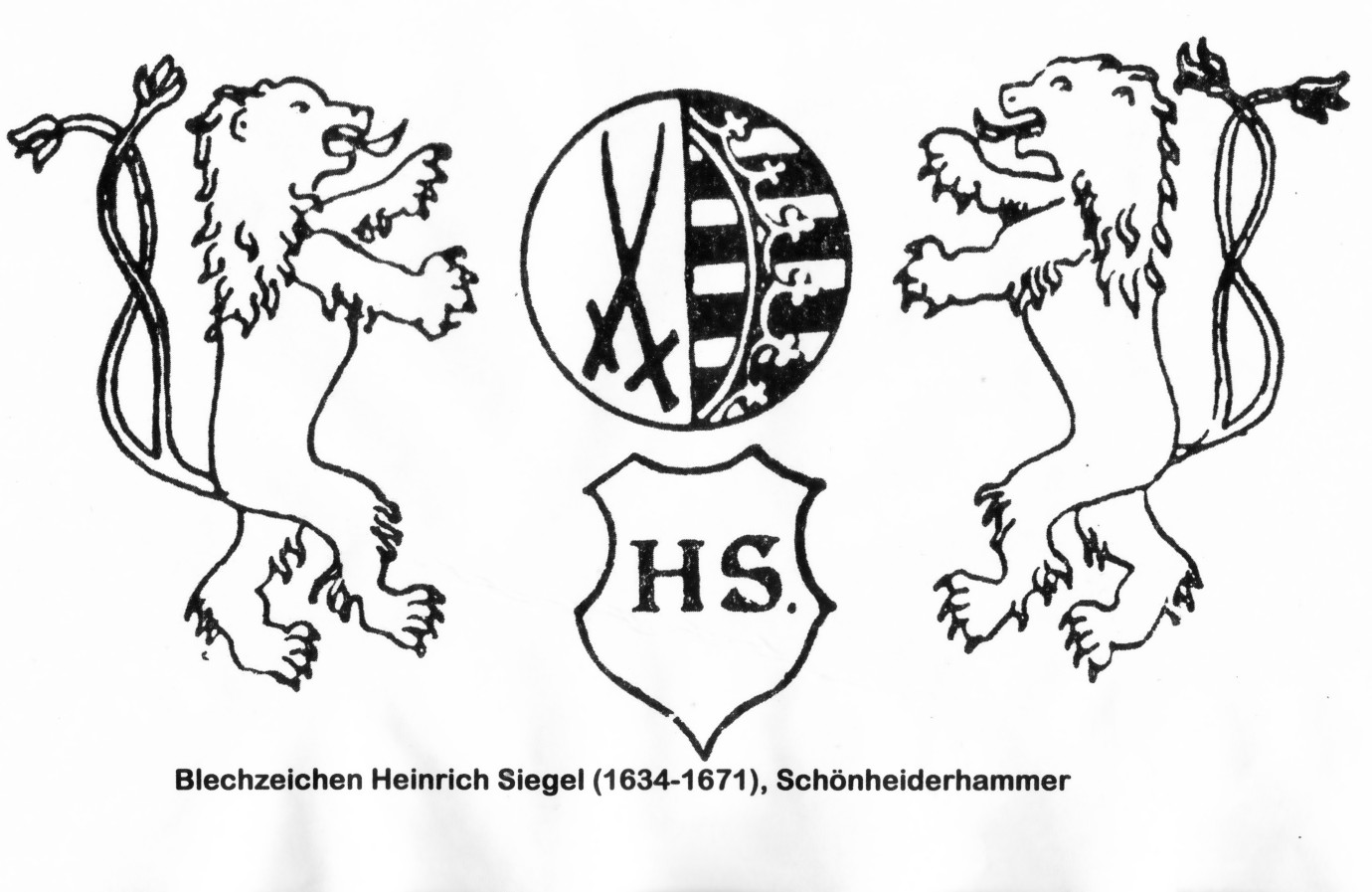
Blechzeichen von Heinrich Siegel (1634–1671)

Heinrich Siegel (* 7. April 1634 in Schönheiderhammer; † 30. Oktober 1671 in Schönheide) war ein frühneuzeitlicher deutscher Unternehmer. Er war Erb- und Hammerherr auf dem Schönheiderhammer.

## Leben
Der jüngste Sohn von Jeremias Siegel, der Hammerherr zu Schönheiderhammer und Wolfsgrün war, und der Barbara Siegel (1600–1669), der Tochter des Elterleiner Stadtrichters und Hammerherrn Caspar Siegel und Enkelin des Hammerherrn Michael Siegel in Mittweida, übernahm das elterliche Hammerwerk in Schönheiderhammer, während sein älterer Bruder Abraham Siegel den Hammer in Wolfsgrün (damals meist Oberblauenthal genannt) erhielt.
Heinrich Siegel führte den Schönheiderhammer erfolgreich weiter, so dass sich dieser zu einem der bedeutendsten Hämmer des Westerzgebirges etablierte.
Am 22. April 1664 heiratete er in Schönheide Susanne Siegel, Tochter des Hammermeisters Heinrich Siegel. Aus der Ehe gingen mindestens drei Kinder hervor, von denen keines den Vater überlebte. Sein Hammerwerk wurde daher zunächst von seiner Witwe Susanne Siegel weitergeführt. Sie hatte mit dem Kurfürsten eine Meinungsverschiedenheit über die Nutzung von Flächen des Uttmannschen Vorwerks, der an der Zwickauer Mulde im Bereich der Mündung der Wilzsch entstanden war.